# Ken Wregget
Krenneth "Ken" Wregget, född den 25 mars 1964, är en före detta professionell ishockeyspelare (målvakt). Han vann Stanley Cup under NHL-säsongen 1991–92 med Pittsburgh Penguins. 

## Karriär
Wregget spelade i NHL för Toronto Maple Leafs, Philadelphia Flyers, Pittsburgh Penguins, Calgary Flames och Detroit Red Wings under perioden 1983-2000. Han spelade också en säsong för Manitoba Moose säsongen 2000–2001 innan han som 37-åring pensionerade sig från den professionella ishockeyn. 